# Ford Fairlane Thunderbolt
La Ford Fairlane Thunderbolt est une version expérimentale et en série limitée de la Ford Fairlane pour course de dragster produite uniquement au cours de l'année modèle 1964. Un total de 100 unités ont été produites; quarante-neuf avec une transmission manuelle à 4 vitesses et cinquante et une avec une transmission automatique, assez pour assurer le championnat NHRA Super Stock 1964 pour Ford,.

## Aperçu

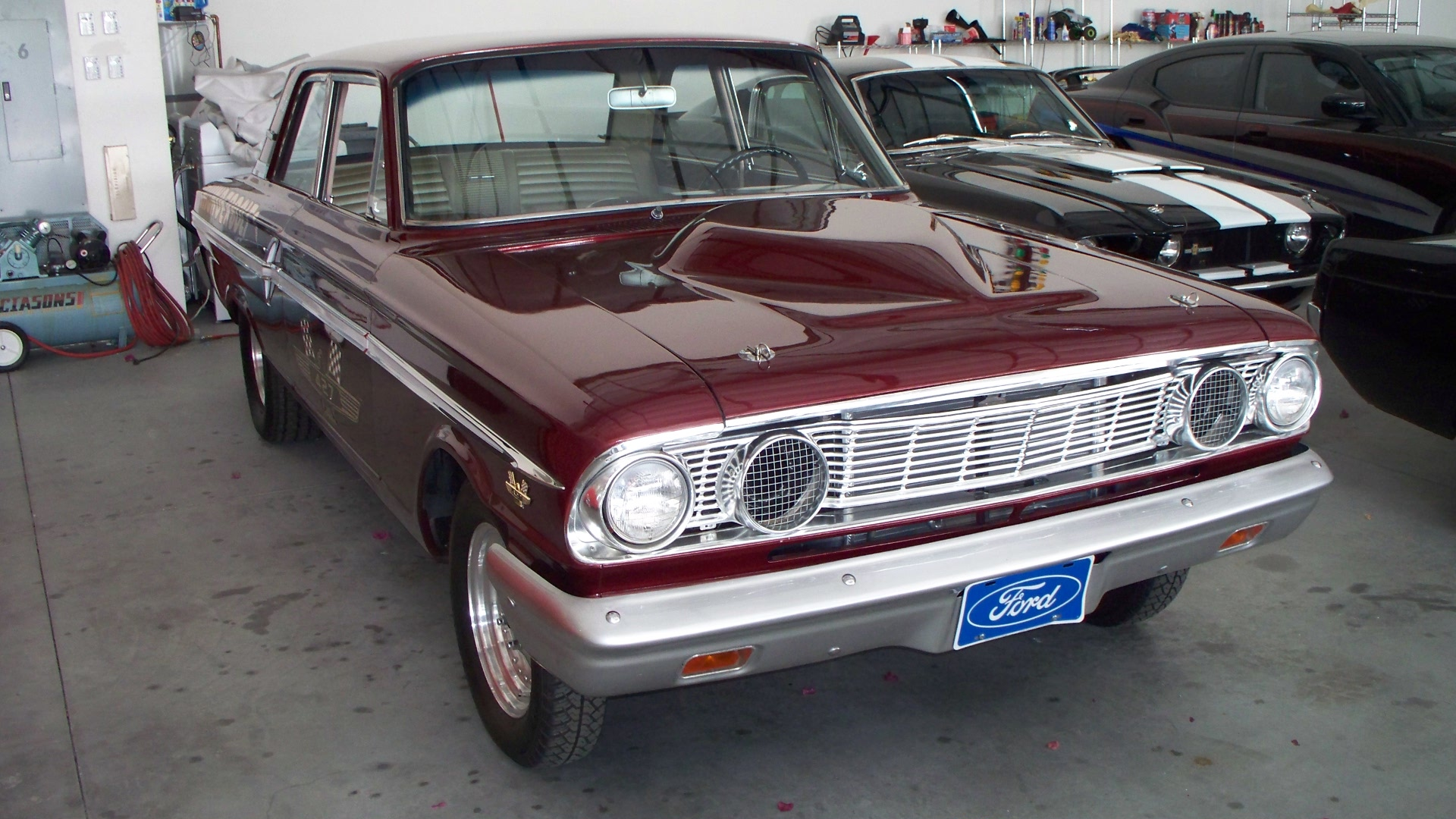
Version de rue modifiée d'une Fairlane Thunderbolt de 1964

Basée sur la Fairlane berline standard deux portes et nommée d'après une Fairlane expérimentale d'usine de 1963, la Thunderbolt combinait la carrosserie légère des voitures intermédiaires de Ford introduites en 1962 avec un moteur V8 "High Rise" à doubles carburateurs Holley et 4 barrils de 427 pouces cubes (7,0 L) destinés à être utilisés dans la Galaxie beaucoup plus grande. Ce moteur, utilisé dans la Galaxie pour les courses de NASCAR, a bien fonctionné, mais la Galaxie était tout simplement une automobile trop lourde en stock-car pour être conduite avec succès; Les Galaxie à moteur 427 dites "légères" ont été construites à la fois pour les courses de stock-car et les courses de dragsters au cours de l'année modèle 1964, bien que ces voitures n'aient pas été modifiées dans la mesure de la Thunderbolt. Tel qu'installé dans la Thunderbolt, le moteur était évalué de manière prudente à 425 ch (431 PS; 317 kW) à 6 000 tr/min et 651 N⋅m à 3 700 tr/min de couple; les estimations plaçaient la puissance réelle à près de 600 ch (608 PS; 447 kW),. Dans sa forme standard, la Fairlane est 12 pouces (305 mm) plus courte qu'une Galaxie, roule sur un empattement plus court de 3,5 pouces (89 mm) et pèse environ 700 livres (318 kg) de moins. L'installation du V8 FE de Ford dans un véhicule destiné à un moteur pas plus gros qu'un moteur Windsor/Challenger de Ford a nécessité une refonte et un déplacement majeurs des composants de la suspension avant de la voiture ainsi que la modification et le renforcement des zones de montage de la suspension. Les portes, le capot, les ailes avant et même le pare-chocs avant en fibre de verre des premières voitures ainsi que les vitres latérales et arrière en plexiglas ont contribué à la réduction du poids; le capot avec sa prise d'air dynamique en forme de «larme» distinctive conçue pour aspirer l'air chaud du compartiment moteur a été épinglé en position, éliminant le besoin de charnières de capot et d'un loquet. Les voitures plus récentes ont des pare-chocs avant en aluminium à la place des unités en fibre de verre en raison des règlements de course,.
L'équipement de course comprend des collecteurs d'échappement tubulaires, une pompe à essence électrique, suspension arrière modifiée avec barres d'antipatinage renforcées et ressorts à lames asymétriques, batterie robuste montée dans le coffre, blocage de différentiel, jauges auxiliaires, roues et pneus spéciaux pour courses de dragsters fournis à la fois par Goodyear et Mickey Thompson (lui-même récipiendaire de l'une des dix premières voitures) et un bouclier de dispersion en aluminium conçu pour contenir l'embrayage en cas de désintégration sous la charge. Le taux de compression revendiqué était de 13,5:1,.
D'autres mesures d'économie de poids incluent l'élimination d'articles de série tels que les pare-soleil, radio, chauffage, enjoliveurs, essuie-glace côté passager, accoudoirs, manivelles pour les vitres arrière, rétroviseurs, matériau insonorisant, moquette, tapis de coffre, clé en croix, cric et pneu de secours. Les sièges avant sont soit des unités légères provenant des véhicules de police de Ford, soit des sièges baquets rudimentaires provenant de la fourgonnette Econoline; la moquette a été remplacée par un tapis en caoutchouc noir. Le siège arrière est une unité provenant de la Fairlane standard. Les feux de route ont également été supprimés et à leur place, des prises d'air recouvertes de mailles se dirigent directement vers un filtre à air spécial situé au sommet du moteur 427. Comme la version de rue, les phares extérieurs de 5,75 pouces (146 mm) en haut et en bas de la Thunderbolt, normalement utilisé avec un système pour quatre lampes, sont sélectionnables avec un interrupteur à pied standard. Bien qu'il s'agisse techniquement d'un véhicule homologué pour la route, ces modifications et suppressions ainsi qu'un rapport de transmission final de 4:57,1 pour les voitures à transmission manuelle à quatre vitesses et de 4:44,1 pour les voitures à transmission automatique rendent la Thunderbolt peu pratique pour une utilisation dans la rue.
La Thunderbolt n'était pas construite sur une chaîne de montage ordinaire de Ford, mais plutôt en collaboration avec Andy Hotton de Dearborn Steel Tubing. C'est là que des carrosseries de Fairlane partiellement construites avec des finitions extérieures haut de gamme "500" ont été combinées avec le moteur 427 et une transmission automatique robuste de Lincoln ou une transmission manuelle Borg-Warner à quatre vitesses. Les onze premières voitures ont été peintes en "Vintage Burgundy", tandis que les quatre-vingt-neuf voitures restantes ont été peintes en "Wimbledon White." Le code moteur ne reflétait pas le moteur 427 sur la plupart des voitures, mais plutôt le soi-disant moteur à haute performance "K-code" 289 à poussoirs solides. Les emblèmes "427" ont remplacé les emblèmes "260" ou "289" normaux, et le script "Fairlane 500" a été supprimé du haut des ailes avant .
Compte tenu de la nature particulière de la voiture, Ford a riveté une plaque métallique à l'intérieur de la porte de la boîte à gants de la Thunderbolt, et d'autres modèles de course uniquement, avec une clause de non-responsabilité relative à l'ajustement et à la finition. La plaque indique :
Ce véhicule a été spécialement construit en tant que voiture légère pour la compétition et comprend certains composants en fibre de verre et en aluminium. En raison de l'usage spécialisé pour lequel cette voiture a été construite et afin d'obtenir une réduction de poids maximale, les normes de qualité normales de la Ford Motor Company en termes d'ajustement des panneaux extérieurs et d'apparence de surface ne sont pas respectées sur ce véhicule.
Ces informations sont incluses dans ce véhicule pour garantir que tous les clients qui achètent cette voiture sont conscients de l'écart par rapport aux normes de qualité normales de la Ford Motor Company,.

## Performances et sports mécaniques
Une Thunderbolt, testée avec une transmission manuelle à quatre vitesses au Lions Drag Strip en novembre 1963, a parcouru 1⁄4 de mile (402 m) en 11,61 secondes à 124,8 mph (201 km/h).
Les Thunderbolt se sont affrontées lors de la finale des NHRA Winternationals de 1964, conduites par Butch Leal et Gas Ronda; Ronda a remporté la victoire, avec une avance de 11,78 secondes à 123,40 mph (198,59 km/h). La Thunderbolt de Ronda revendiquerait la couronne nationale Top Stock de la NHRA cette année-là.

## Médias et marchandises
Des miniatures de la Thunderbolt sont actuellement fabriquées par Hot Wheels et la société Ertl,.
Revell fabrique une maquette en plastique à l'échelle 1/25 de cette voiture. Les versions ultérieures incluent un capot d'origine et des enjoliveurs à petite assiette d'usine en plus des roues magnétiques et du capot en forme de larme qui étaient inclus dans les versions originales.
La Ford Thunderbolt apparaît dans le jeu Forza Motorsport 4 pour Xbox 360, le jeu CSR Classics pour mobile et le jeu Forza Motorsport 7 pour Xbox One.

## Galerie

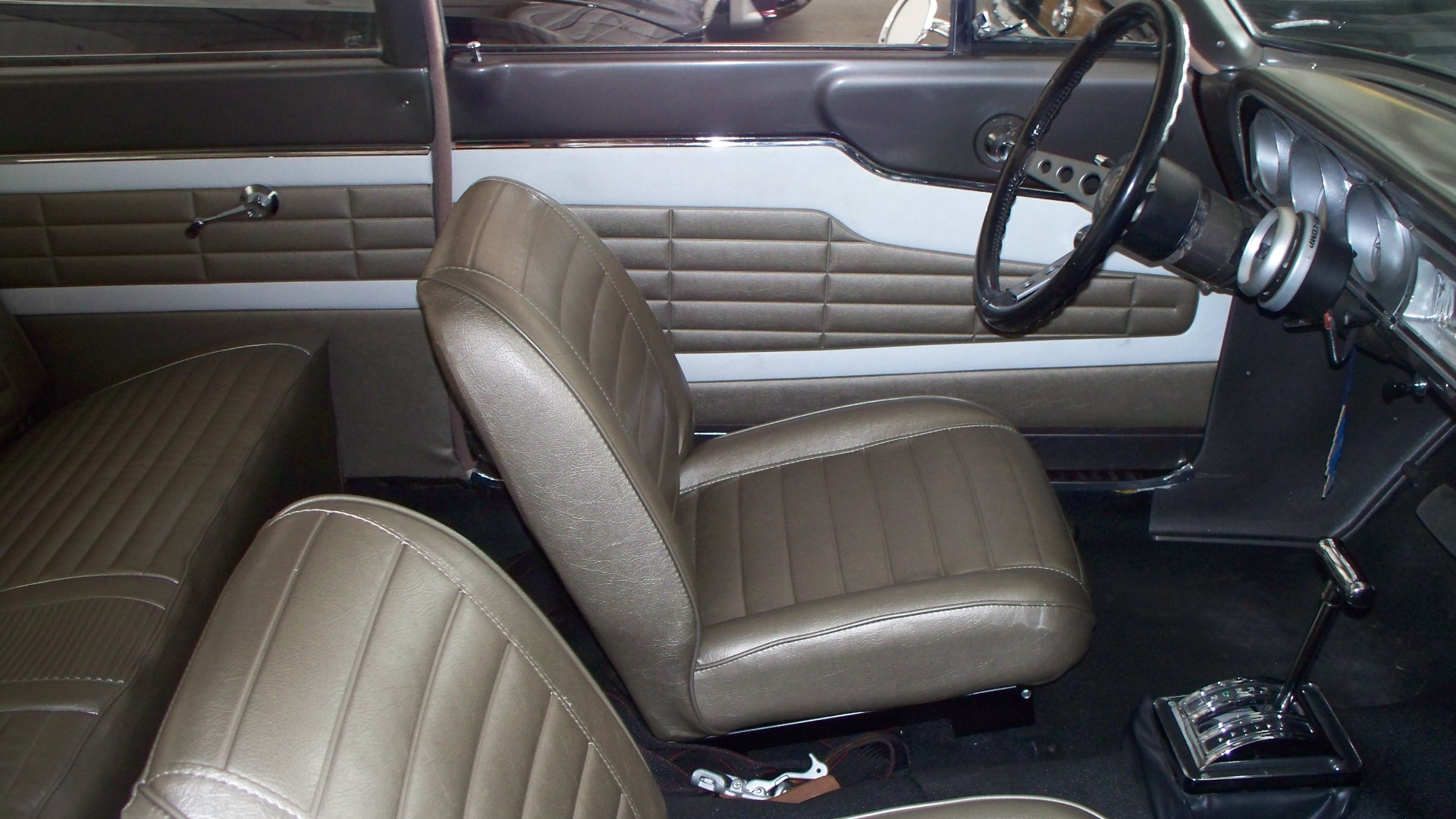
Intérieur de la voiture sur la photo ci-dessus avec ses sièges baquets provenant de l'Econoline avec plus tard un volant Ford et un sélecteur de transmission automatique
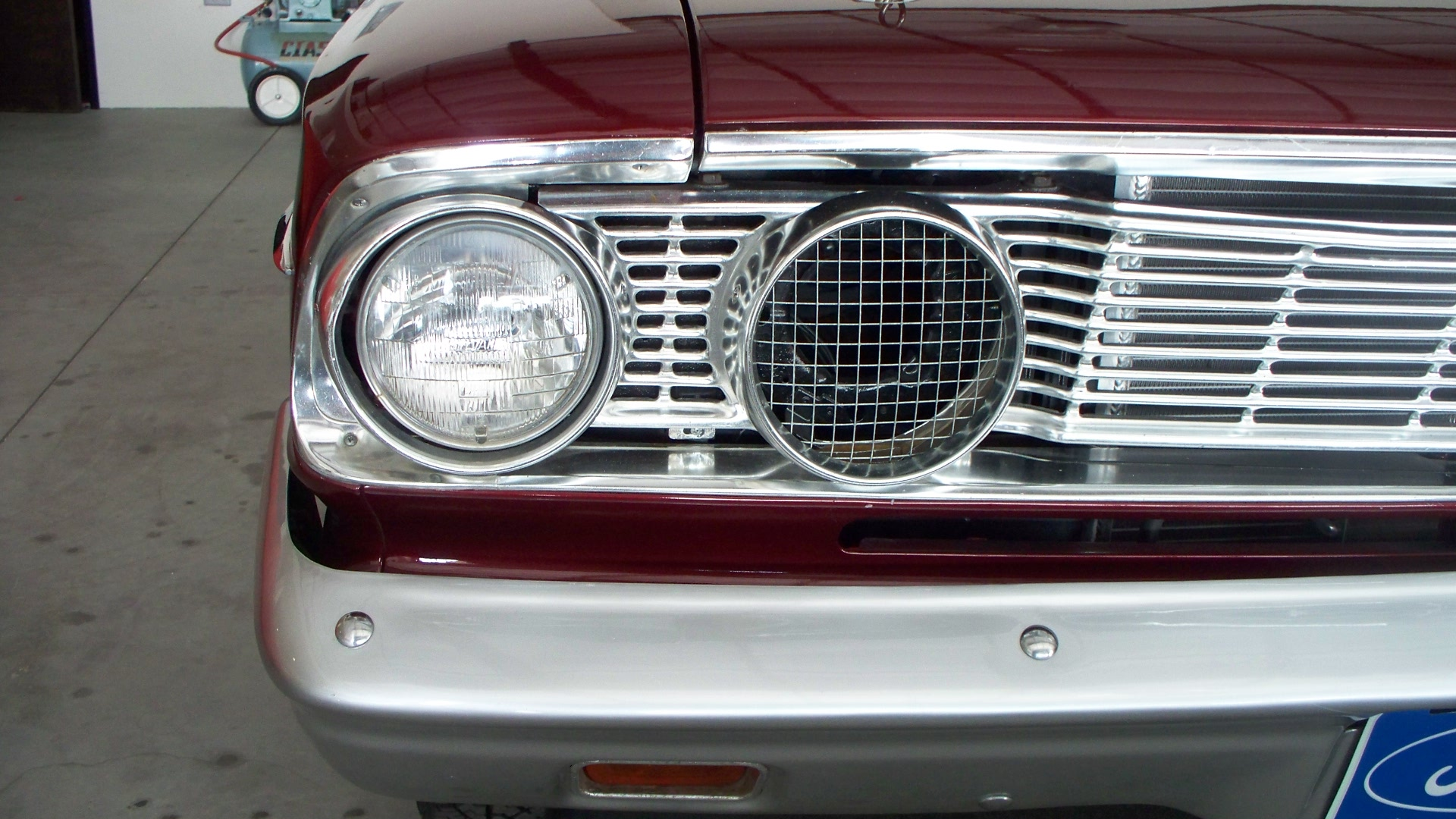
Détail de la configuration de l'admission d'air et du pare-chocs en fibre de verre peint
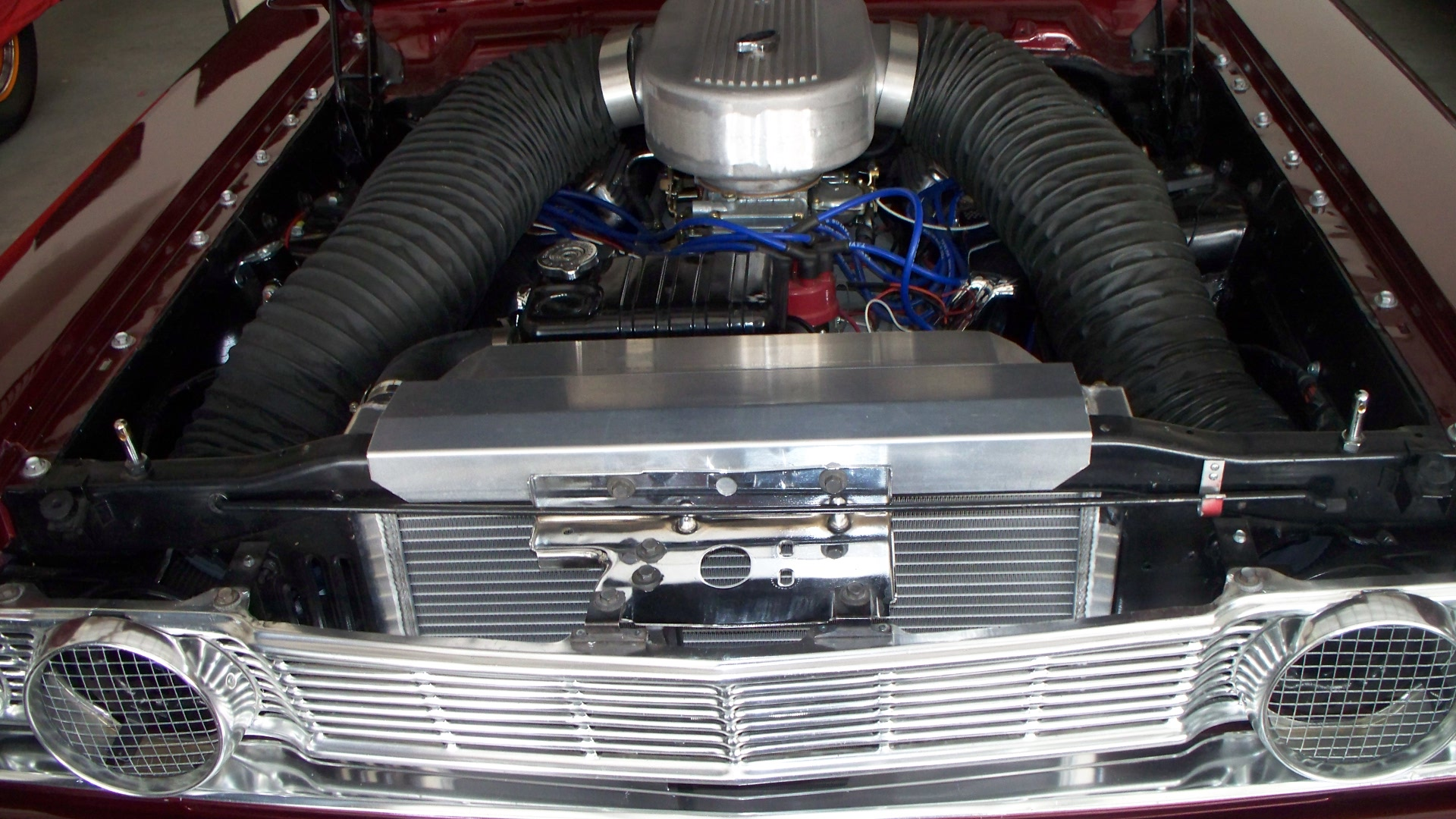
Détail de l'entrée d'air extérieur sous le capot
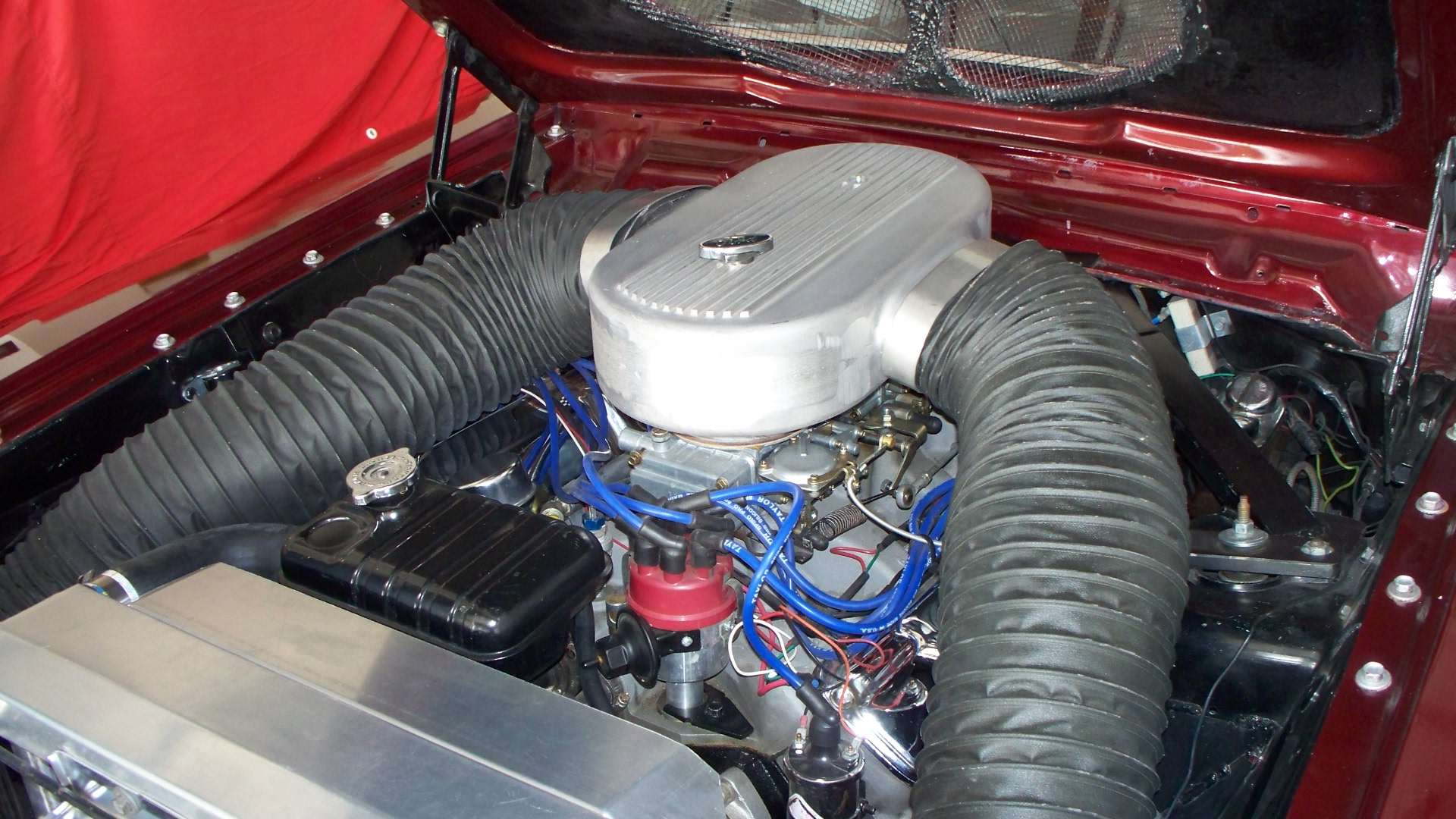
Détail du moteur 427 avec prise d'air unique à double tuba
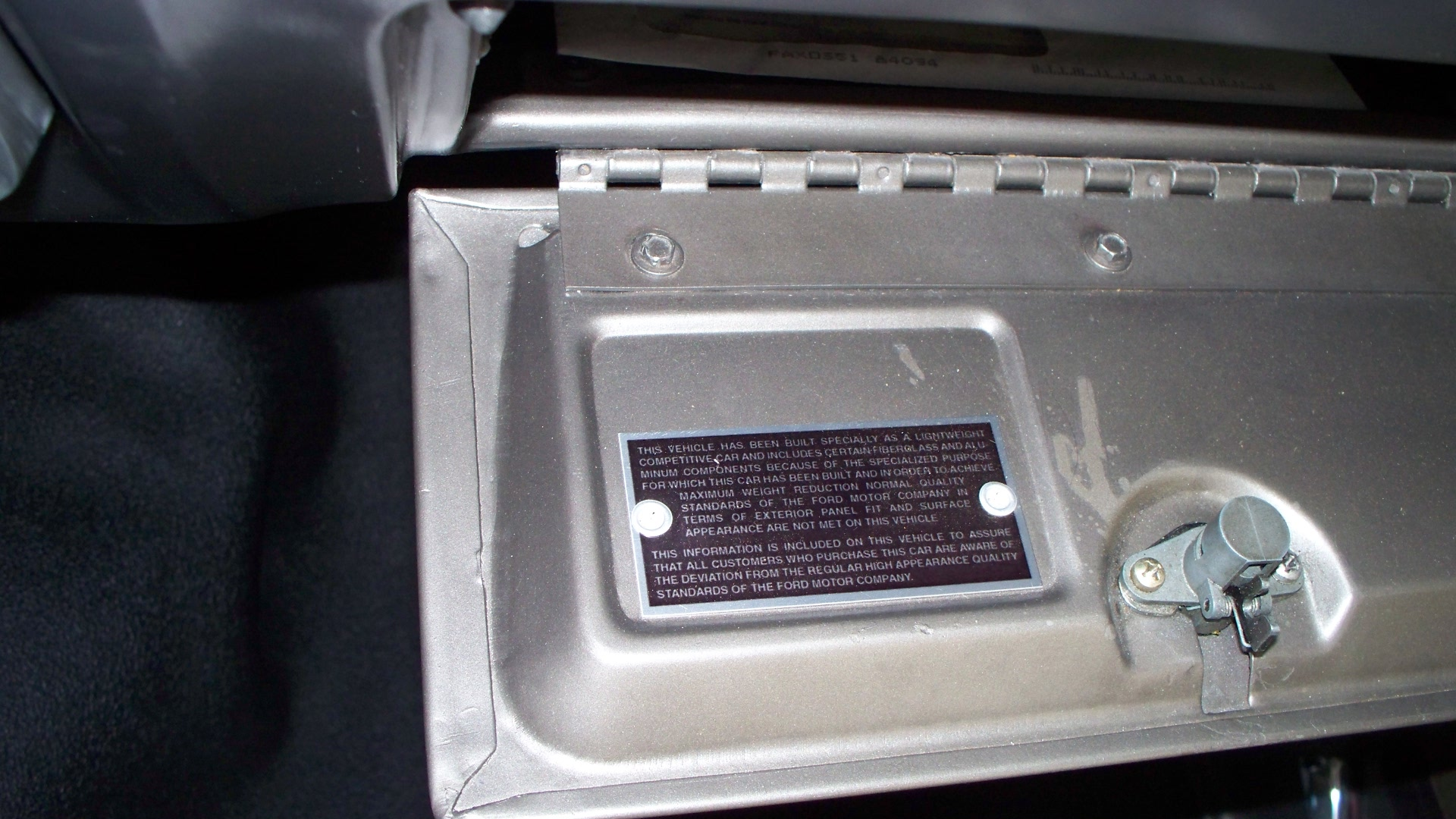
Plaque de non-responsabilité d'ajustement et de finition rare rivetée à l'intérieur de la porte de la boîte à gants